# 조조 (영화)
조조(Zozo)는 덴마크에서 제작된 요제프 파레스 감독의 2005년 드라마 영화이다. 애너 안소니 등이 제작에 참여하였다.

## 출연
- 카멘 레보스
- 해리 골드스테인
- 페레스 파레스

## 제작진
- 공동제작: 건너 카를손
- 공동제작: 토마스 에스킬손
- 공동제작: 루이즈 베스드
- 공동제작: 질리언 베리
- 미술: 안나 아습
- Ass-PD: 피터 가드